# 라이루이룽
라이루이룽(중국어 정체자: 賴瑞隆, 병음: Lài Rùilóng, 한자음: 뇌서륭, 1973년 11월 15일 ~ )은 타이완의 정치인으로, 2024년부터 가오슝시 제8, 9선거구 입법위원으로 활동해 왔습니다. 